# Латвія на літніх Олімпійських іграх 2012
Латвію на літніх Олімпійських іграх 2012 представляли 46 спортсменів у 12 видах спорту.

### Медалісти
| Медаль | Спортсмен                       | Вид спорту | Дисципліна       | Дата      |
| ------ | ------------------------------- | ---------- | ---------------- | --------- |
| Золото | Маріс Штромбергс                | Велоспорт  | BMX              | 10 серпня |
| Бронза | Мартиньш Плявіньш Яніс Шмединьш | Волейбол   | Пляжний волейбол | 9 серпня  |